# Zomba (stad)
Zomba is een stad in het zuiden van Malawi op het Shire-hoogland, aan de voet van het Zombaplateau (ongeveer 2000 meter hoog) en vormt het bestuurlijk centrum van het district Zomba. De stad telde 105.000 inwoners bij de volkstelling van 2018 tegen 64.115 bij die van 1998. In 2005 werd het aantal inwoners op ongeveer 100.000 geschat, waarmee het de vierde stad van het land is. 
Zomba werd gesticht in 1885 door Europese grootgrondbezitters. In 1891 werd het tot onderdeel van een Brits protectoraat gemaakt, waaruit in 1907 de Britse kolonie Nyasaland ontstond, waarvan Zomba de koloniale hoofdstad werd. Sir Harry Johnston werd de eerste gouverneur van het land. Er vestigden zich veel Britse tabaksplanters alsook Nederlandse, Duitse en Amerikaanse afgezanten. Na de onafhankelijkheid van Malawi in 1964 bleef Zomba nog tot 1975 de hoofdstad van het land, maar werd toen vervangen door Lilongwe. Daarna behield de stad lange tijd nog haar functie als zetel van het parlement en ook nu bevinden zich er nog enkele staatsinstellingen, zoals het National Statistical Office (Malawisch Bureau van de Statistiek) en een van de State Houses (presidentiële paleizen), die zich ook in Lilongwe en Blantyre bevinden.
De oudste universiteit van het land, de Universiteit van Malawi, heeft hier haar hoofdzetel en haar belangrijkste onderdeel, het Chancellor College, het grootste van de 5 'colleges' van de universiteit, waar onder andere regeringsfunctionarissen worden opgeleid.
De stad staat bekend om haar vele Britse koloniale gebouwen. Een van oudste gebouwen, gebouwd in 1886, is het voormalig huis en kantoor van Sir Harry Johnston. Daar werd in 1891 de Botanische Tuinen aan toegevoegd.
Sinds 1959 is Zomba de zetel van een rooms-katholiek bisdom.

## Geboren
- Russel Mwafulirwa (1983) voetballer
- Davi Banda (1983) voetballer